# Phasi Charoen
Phasi Charoen este unul dintre districtele Bangkokului.